# Краснолицая приния
Краснолицая приния (лат. Prinia rufifrons) — вид птиц из семейства цистиколовых. Иногда таксон помещают в монотипический род Urorhipis. Эта идея поддерживается молекулярным филогенетическим исследованием семейства Cisticolidae, опубликованным в 2013 году.
Выделяют три подвида данного вида.

## Распространение
Ареал включает территории следующих африканских стран: Чад, Джибути, Эритрея, Эфиопия, Кения, Сомали, Судан, Танзания и Уганда. Естественной средой обитания этих птиц является сухая саванна.
Первоначально вид был описан под биноминальным именем Prinia rufifrons.